# Charles Uzor
Charles Uzor (* 27. April 1961 in Udo Mbaise, Südost-Nigeria) ist ein nigerianischer Komponist.

## Leben
Während des Biafra-Kriegs kam Charles Uzor siebenjährig in die Schweiz. Ab 1982 studierte er zunächst in Rom, dann an den Konservatorien von Bern und Zürich (Oboe und Komposition) sowie an der Royal Academy of Music in London. 2005 beendete er eine Dissertation über Melodie und innerliches Zeitbewusstsein.
Charles Uzor lebt in St. Gallen. Zu seinen künstlerischen Partnern zählen das Carmina Quartett und der Klarinettist Wolfgang Meyer.

## Kompositionen

### Bühnenwerke
- Solar Eclipse (Opernfragment). Libretto: ?. – Daraus:
  - Echnaton’s Hymnos to Aton (1995/97). Eclipse für Tenor und Ensemble (Holz, Blech, Schlagzeug[5], 2 Harfen, Klavier und Streicher). Text: Echnaton (übersetzt von F. Kauf). UA Kairo (Opernhaus). Aufnahme (2005?)
- Go (1999). Ballett für 5 Tänzer und 7 Instrumentalisten (Klarinette / Bassklarinette, Klavier, Schlagzeug, Streichquartett). Libretto: ?
- Black Tell (2000). Opera Interludes and Finale für Soli (S.A.T.Bar.B), Chor und Orchester. Libretto: Nicolas Rhyner. UA 2002 (Schweizer Landesausstellung Expo.02)

### Vokalkompositionen
- Canto I – La Notte bella (1985/87). Text: Giuseppe Ungaretti
  - Fassung für Sopran
  - Fassung für Sopran und Ensemble (1.2.1.0 – 1.0.0.0 – Harfe – Klavier – Streicher: 0.0.1.3.0 – Tonband ad libitum)
  - Fassung für Sopran und Harfe
- Canto IV – Finale (1985/87) für Alt und Klavier. Text: Giuseppe Ungaretti
- Echnaton’s Hymnos to Aton (1995/97): siehe unter Bühnenwerke
- Notre Vie (1998) für Stimmen (2S.2A.Bar.B) und Ensemble (Posaune, Schlagzeug[5], 2 Harfen, Klavier, Streicher). Text: Paul Éluard. Aufnahme (2005?)
- Madrigal (1998) für Stimmen (2S.2A.Bar.B) und Ensemble (Schlagzeug [3], 2 Harfen, Klavier, Streicher). Text: William Shakespeare, Sonnet 8: Music to hear
- Shakespeare’s Sonnet 65 (2001/02) für Streichquartett und 2 Sprechstimmen (vom Tonband). Text: William Shakespeare. Aufnahme 2005 (Carmina Quartett; Esther Uhland, James Aston [Sprecher])

1. [ohne Titel] – 2. allegro con brio – 3. capriccioso e tranquillo
- Das süßeste Leben (2003). Drei Lieder nach Novalis für 3 Frauenstimmen und Ensemble (Klarinette / Bassklarinette, 2 Harfen, Schlagzeug[1–2], Violine, Viola, Violoncello)

1. Sehnsucht nach dem Tode – 2. Ich weiss nicht was – 3. Das süßeste Leben
- Mother Tongue (2007) für Frauenstimme und Ensemble (Flöte, Klarinette, Posaune, Schlagzeug, Violine, Viola, Violoncello). Text: nach Sprichwörtern der Igbo

### Orchestermusik
- Ricercare (1989–91). Klavierkonzert. Aufnahme (2005?)

Orchester: 0.0.0.0 – 0.0.0.0 – 2 Harfen – Schlagzeug[4] – Streicher

### Musik für Tasteninstrumente

#### Klavier
zu 2 Händen
- Cadenza (1989)
- Melodies 1–3 (1996/97)
- Le dur désir de durer. Dit d’un jour (1996/97)

zu 4 Händen
- Petit Poucet (2002)

#### Orgel
- Kanonische Variationen über „Vom Himmel hoch“ (1989)
- Le temps déborde (1996). Aufnahme (2005?)

### Kammermusik

#### Soli
- Impromptu (1984/88) für Oboe
- La Princesse de Samarkand (2001) für Schlagzeug

#### Duos
- Impromptu IV (1988) für Oboe und Klavier
- Patmos (1992) für Viola und Klavier
- Zimzum (1998; in memoriam Sergio Quinzio) für Gitarrenduo (Gitarre mit Sechstelton-Skordatur und 10-saitige Gitarre; Einrichtung: Christian Bissig, Karin Rüdt)

#### Trios
- Ricercare (1988) für Klaviertrio
- Mouvement (1988) für Klaviertrio
- Scherzo. Cartesian Meditations (1988) für Klaviertrio

#### Quartette
- Kolophon (1993). Fragment für Oboe, Oboe d’amore, Englischhorn und Klavier
- qui ainsi me refait… veoir seulement et oïr (2003) für Oktavgitarre, Terzgitarre mit Sechstelton-Skordatur, Gitarre und Bassgitarre. Aufnahme 2004 (Gitarrenensemble quasi fantasia: Christian Bissig, Karin Rüdt, Susanna Ott, Gudrun Buchmann)

#### Quintette
- White Paperflowers descending on Tienanmen Square (1989–91) für 5 Violoncelli
- a chantar m’er de so q’ieu no voldria… (2004/05). Klarinettenquintett (für Klarinette / Bassklarinette, Streichquartett und Tonband). Aufnahme 2005 (Wolfgang Meyer [Klarinetten], Carmina Quartett)

1. allegro con brio – 2. a chantar m’er de so q’ieu no voldria – 3. capriccioso e tranquillo
- qui plus aime… (2005/06). Quintett für Schlagzeugquartett und Tonband